# Marshall (Indiana)
Marshall – miasto w Stanach Zjednoczonych, w stanie Indiana, w hrabstwie Parke.

## Edukacja
W Marshall znajduje się szkoła Parke Heritage High School, która powstała w wyniku połączenia kilku innych, w tym Turkey Run High School.